# Masalia multistriata
Masalia multistriata är en fjärilsart som beskrevs av George Thomas Bethune-Baker 1911. Masalia multistriata ingår i släktet Masalia och familjen nattflyn. Inga underarter finns listade i Catalogue of Life.